# 阿里戈·博伊托
阿里格·博伊托（義大利語：Arrigo Boito；1842年2月24日—1918年6月10日），意大利文学家、作曲家。1856年入米兰音乐学院学习，1868年写出成名作歌剧《梅菲斯特费勒》，另一部歌剧《尼禄》则一直未能完成。博伊托主要以歌剧脚本作家闻名，他是威尔第的《奥塞罗》《法尔斯塔夫》等歌剧的脚本作者。

## 外部連結
- 阿里戈·博伊托的作品  - 古騰堡計劃
- 互联网档案馆中阿里戈·博伊托的作品或与之相关的作品